# НИИ противопожарной обороны
Федеральное государственное бюджетное учреждение «Всероссийский ордена „Знак Почёта“ научно-исследовательский институт противопожарной обороны» (ФГБУ ВНИИПО МЧС России) МЧС России занимается научными разработками в области пожарной безопасности, создания и внедрения технических средств пожарной охраны, защиты имущества собственников от пожаров. Институт создан в 1937 году в соответствии с Постановлением СНК СССР от 5 июля № 1057—252с на 25 километре автодороги М7 Москва — Нижний Новгород. Ныне входит в черту города Балашиха. За полученные результаты по решению научных проблем пожарной безопасности в 1987 году институт был награждён орденом «Знак Почета».
Институт входит в систему Государственной противопожарной службы (ГПС) МЧС России и является головным пожарно-техническим научно-исследовательским учреждением в Российской Федерации. Имеет филиал в Оренбургской области (посёлок Пригородный).

## История
5 июля 1937 года постановлением Совнаркома «Об усилении научно-исследовательских работ по изысканию средств борьбы с зажигательными веществами» был создан Центральный научно-исследовательский институт противопожарной обороны (ЦНИИПО НКВД СССР). Целью создания института была разработка средств и способов противопожарной защиты городов, объектов народного хозяйства, военной техники во время войны и в его названии была обозначена цель создания – «противопожарная оборона».
Учреждение создано на базе Центральной научно-исследовательской лаборатории (ЦНИПЛ) ГУПО НКВД СССР.
В довоенный период институт занимался разработкой новых средств и исследованием методов тушения пожаров. Проводились масштабные исследовательские работы по созданию и применению воздушно-механической пены. В 1938—1940 г.г. проведены огневые опыты по тушению пожаров нефтепродуктов в резервуарах. Разрабатывалась специальная одежда для пожарных, предохраняющая от воздействия высокой температуры.
Во время Великой Отечественной войны институт занимался разработкой новых зажигательных средств, а также способами борьбы с зажигательными средствами противника. Были созданы такие подрывные устройства как взрыватели замедленного и мгновенного действия, гранаты-бутылки с зажигательной смесью и т. п. Разрабатывались трудновоспламеняемые покрытия для самолётов, боевых кораблей, танков. В послевоенное время большое развитие получили исследования в области профилактики пожаров в строительстве.
С 1968 года учреждение меняет название на Всесоюзный научно-исследовательский и опытно-конструкторский институт противопожарной обороны МООП СССР.
С февраля 1969 года — Всесоюзный научно-исследовательский институт противопожарной обороны (ВНИИПО) МВД СССР.
С февраля 1992 года — Всероссийский научно-исследовательский институт противопожарной обороны (ВНИИПО) МВД России.
С января 2002 года — Федеральное государственное бюджетное учреждение «Всероссийский ордена „Знак Почёта“ научно-исследовательский институт противопожарной обороны» (ФГБУ ВНИИПО) МЧС России.

## Деятельность
ФГБУ ВНИИПО участвует в разработке и реализации государственной политики, создании системы технического регулирования в области пожарной безопасности. Проводит фундаментальные и прикладные научно-исследовательские, опытно-конструкторские, технологические и проектно-изыскательские работы по научно-техническому, методическому и информационному обеспечению органов управления и подразделений МЧС России по проблемам предупреждения и тушения пожаров, обеспечению пожарной безопасности объектов защиты, в том числе людей, зданий, сооружений, изделий. Осуществляет функции головного подразделения в системе судебно-экспертных учреждений ФПС «Испытательные пожарные лаборатории» — Функции головного судебно-экспертного подразделения ФПС МЧС России осуществляет Исследовательский центр экспертизы пожаров, функционирующий в научно-исследовательском институте перспективных исследований и инновационных технологий в области безопасности жизнедеятельности Санкт-Петербургского университета ГПС МЧС России. Осуществляет научно-методическое обеспечение лицензионной деятельности в области пожарной безопасности. Участвует в работе международных организаций в области пожарной безопасности, проведении конференций, совещаний, симпозиумов, выставок и ярмарок пожарно-технической продукции. Обеспечивает сопровождение информационного фонда документов МЧС России в сфере технического регулирования, единой государственной системы статистического учёта пожаров и их последствий в РФ, ведение других банков (баз) данных ФПС. Сбор данных о ЧС в РФ. Выпускает испытательное оборудование по определению показателей пожарной опасности веществ, материалов, изделий, а также тактико-технических параметров средств противопожарной защиты, пожарно-технического вооружения, пожарных спасательных устройств. Проводит испытания, в том числе сертификационные и крупномасштабные полигонные, пожарной техники и пожароопасной продукции. Издаёт нормативные, методические и справочные документы, научно-технический журнал «Пожарная безопасность», научный сетевой журнал "Актуальные вопросы пожарной безопасности", монографии и сборники трудов сотрудников института.
В институте действуют диссертационный совет, научно-технический совет, учебный центр по повышению квалификации личного состава пожарной охраны, обучению работников предприятий (организаций), музей истории института. Во ВНИИПО трудятся доктора и кандидаты наук. Институт награждён орденом «Знак Почёта» (1987 год).

## Структура
- Научно-исследовательский центр организационно-управленческих проблем пожарной безопасности (НИЦ ОУП ПБ)
- Научно-исследовательский центр (пожарной техники и пожарной автоматики) (НИЦ ПТ и ПА)
- Научно-исследовательский центр нормативно-технических проблем пожарной безопасности (НИЦ НТП ПБ)
- Научно-исследовательский центр  технического регулирования (НИЦ ТР)
- Научно-исследовательский центр информационных технологий  (НИЦ ИТ)
- Отдел административной работы (ОАР)
- Отдел кадров (ОК)
- Отдел юридического обеспечения (ОЮО)
- Отдел планово-финансовый (ОПФ)
- Отдел защиты государственной тайны (ОЗГТ)
- Отдел специальных исследований (ОСИ)
- Отдел координации и планирования научно-исследовательских и опытно-конструкторских работ (ОКП НИОКР)
- Отдел разработки мероприятий по поддержке принятия решений (ситуационный центр)
- Отдел конструкторских разработок (ОКР)

## Филиалы
- Оренбургский филиал ФГБУ ВНИИПО МЧС России по испытаниям средств противопожарной защиты объектов нефтепереработки и газодобычи в г. Оренбурге (с 1997).

## Основные задачи
- достижение мирового уровня качества научных исследований и технологических разработок, обеспечивающих модернизацию и реструктуризацию действующих производств пожарно-технической продукции, внедрение современных высокоэффективных технологий профилактики и тушения пожаров;
- развитие научно-исследовательской деятельности и разработок в сфере инноваций и интеллектуальных услуг в области пожарной безопасности.

Учёные и специалисты института ведут совместные исследования более чем с 450 российскими организациями и предприятиями, 43 зарубежными фирмами, сотрудничают (или возглавляют) с 12 техническими комитетами, подкомитетами, рабочими группами международных организаций.

## Начальники
- Радынов, Иван Семёнович, ст. лейтенант госбезопасности, 1937—1938
- Клочков, Сергей Матвеевич, полковник внутренней службы, 1938—1939
- Духарев, Василий Сергеевич, полковник внутренней службы, 1939—1941
- Стрельчук, Николай Антонович, полковник внутренней службы, 1942—1952
- Плюснин, Борис Александрович, полковник внутренней службы, 1952—1954
- Румянцев, Владимир Иванович, полковник внутренней службы, 1954—1957
- Соловьёв, А. А., подполковник внутренней службы, 1957—1960
- Смуров, Анатолий Николаевич, генерал-майор внутренней службы, 1960—1965
- Обухов, Фёдор Васильевич, генерал-лейтенант внутренней службы, 1965—1968
- Тесленко, Геннадий Петрович, генерал-лейтенант вннутренней службы, 1968—1979
- Микеев, Анатолий Кузьмич, генерал-лейтенант внутренней службы, 1980—1984
- Юрченко, Дмитрий Иванович, генерал-майор внутренней службы, 1984—1998
- Копылов, Николай Петрович, генерал-майор внутренней службы, 1998—2011
- Климкин, Виктор Иванович, генерал-майор внутренней службы, 2011—2014
- Гордиенко, Денис Михайлович, генерал-майор внутренней службы, 2017-2024
- Сивенков Андрей Борисович, полковник внутренней службы, 2024 - по н.в.